# 絹の靴下
『絹の靴下』（きぬのくつした、原題・英語: Silk Stockings）は、1957年に製作・公開されたアメリカ合衆国の映画である。

## 概要
映画『ニノチカ』のコール・ポーターによるミュージカル化作品『絹の靴下』（1955年初演、ドン・アメチー、ヒルデガルト・クネフ主演）の映画化であり、ルーベン・マムーリアンが監督、フレッド・アステアとシド・チャリシーが主演した。

## キャスト
- スティーヴ・キャンフィールド：フレッド・アステア
- ニノチカ：シド・チャリシー
- ペギー・デイトン（女優）：ジャニス・ペイジ
- ブランコフ：ピーター・ローレ
- ヴァシーリー：ジョージ・トビアス
- ビビンスキー：ジュールス・マンシン

## スタッフ
- 監督：ルーベン・マムーリアン
- 製作：アーサー・フリード
- 脚本：レナード・ガーシュ、レナード・スピゲルガス
- 音楽監督：アンドレ・プレヴィン
- 撮影監督：ロバート・J・ブロンナー
- 編集：ハロルド・F・クレス
- 美術：ランドール・デュエル、ウィリアム・A・ホーニング
- 装置：エドウィン・B・ウィリス、ヒュー・ハント
- 衣裳：ヘレン・ローズ
- 録音：ウェズリー・C・ミラー
- 振付：ハーミズ・パン

## 映画賞ノミネーション
- ゴールデングローブ賞 作品賞 (ミュージカル・コメディ部門)
- ゴールデングローブ賞 主演女優賞 (ミュージカル・コメディ部門)：シド・チャリシー